# Poterie
Pour le quartier de Strasbourg, voir Poteries.

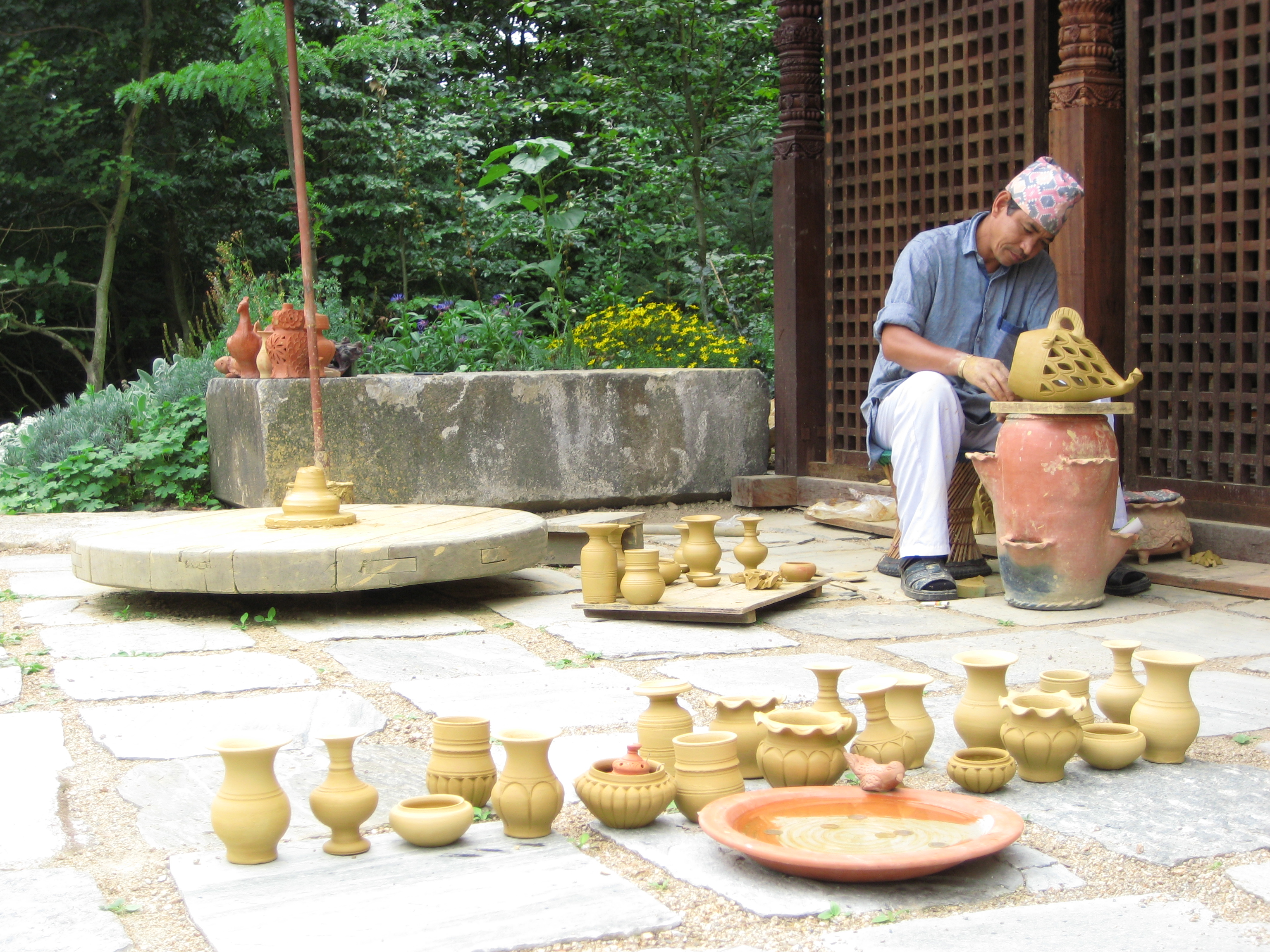
Tournage artisanal dans une poterie au Népal, le tour est entraîné par un baton.

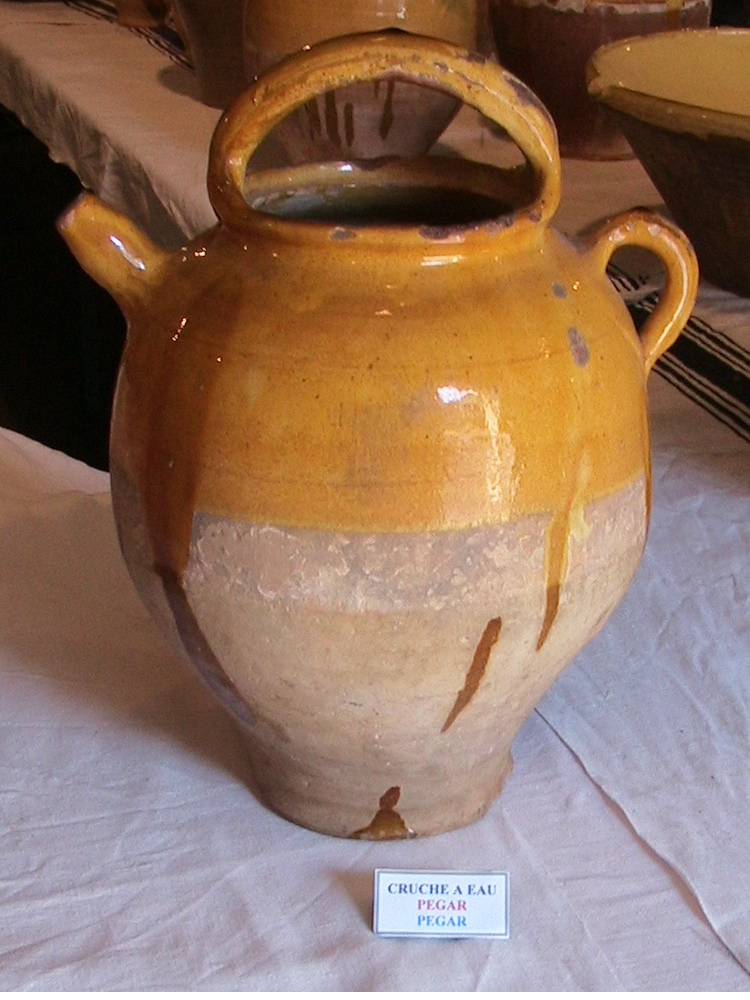
Cruche en poterie partiellement vernissée, Pays basque.

Le terme poterie désigne des vases et récipients à usage essentiellement domestique ou culinaire réalisés en terre cuite poreuse qui peuvent demeurer bruts ou recevoir un revêtement glaçuré.
Par métonymie, le terme poterie désigne également la technique de production et l'atelier du potier.
Il est employé souvent à tort comme synonyme du terme plus large de céramique, qui inclut toutes les formes de terre cuite : objets architecturaux (tuiles, carreaux, etc.), lampes, figurines ainsi que des objets divers (pipes, tuyaux…).
Bien que la faïence soit techniquement une poterie, avec sa terre poreuse rendue imperméable par un émail blanc à base d'étain, le public préfère réserver l'appellation poterie aux pièces de terre cuite brutes ou vernissées, à la facture populaire ou artisanale. Les grès et porcelaines, dont la pâte vitrifie à haute température, ne sont pas appelés poteries.

## Historique

### Préhistoire

#### Paléolithique
L'homme préhistorique, dès le paléolithique supérieur, a façonné des objets en terre cuite, dans un but non-utilitaire (statuettes d'animaux tels que des ours, lions, rhinocéros, chevaux, et de femmes dites Vénus paléolithiques) mais des populations de chasseurs-cueilleurs d'Asie ont commencé à façonner dès cette époque des céramiques pour la cuisson des aliments, dix millénaires avant l'apparition de l'agriculture traditionnellement associée à la fabrication de céramiques.

#### Néolithique

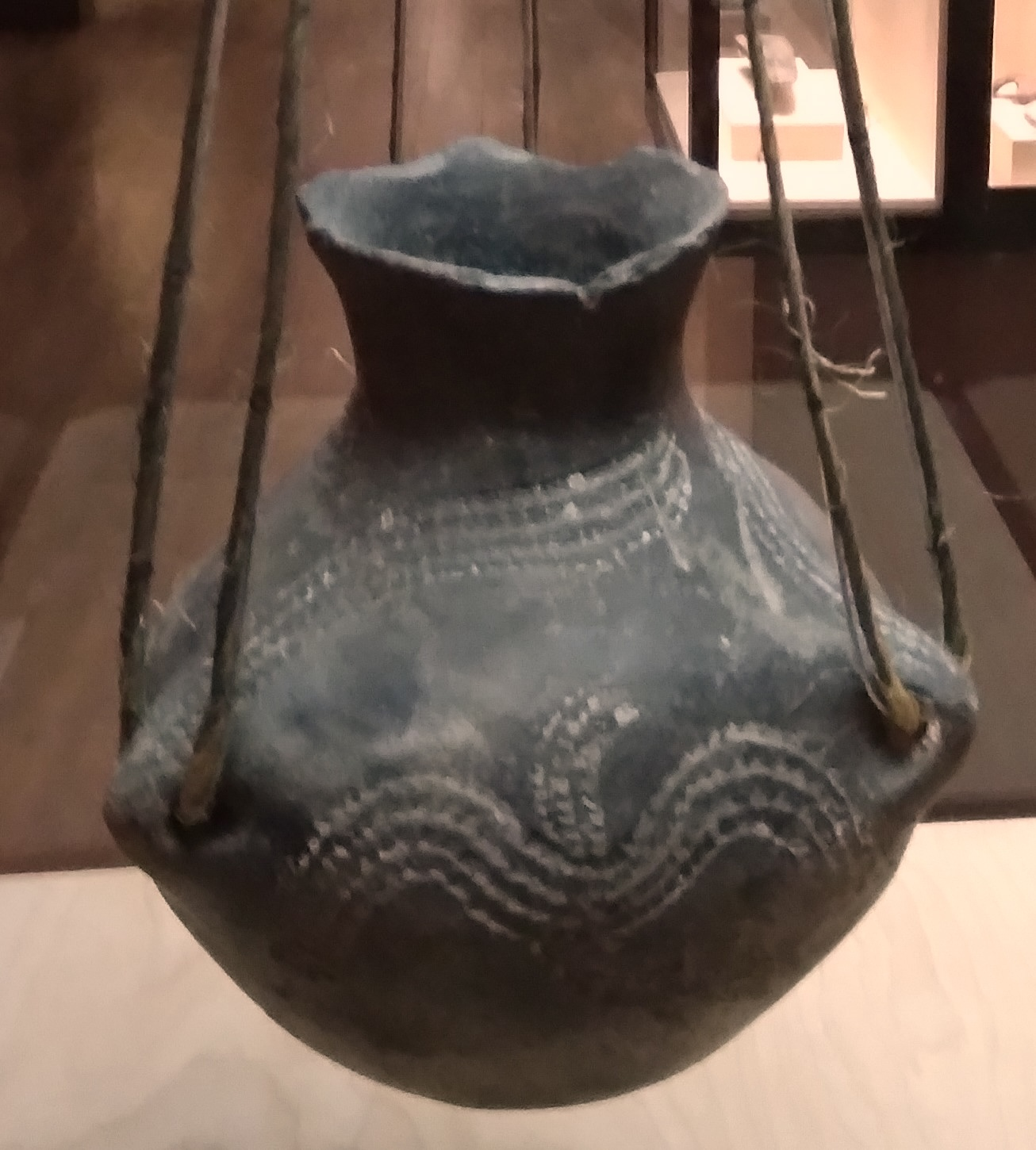
Vase de Belloy-sur-Somme, ~ 4500 av. J.C. (Musée de Picardie, Amiens).

Avec la révolution néolithique et la généralisation de l'agriculture apparut la nécessité de stockage. Les préhistoriens situent cette découverte de façon indépendante dans plusieurs régions du monde : en Europe, la Vénus de Dolní Věstonice (République tchèque) est l'un des plus anciens témoignages de création en terre cuite, cette Vénus gravettienne datant de 29 000 à 25 000 avant le présent (BP)  ; en Chine vers 20 000 av. J.-C. (tessons de terre cuite probablement utilisés pour la cuisine par des chasseurs-cueilleurs dans la grotte de Xianrendong), ; au Japon vers 15 000 av. J.-C., dès le début de la période Jomon qui voit les chasseurs-cueilleurs posséder un contrôle suffisant de l'argile cuite pour produire autre chose que des figurines ; en Asie Mineure, vers le VIIIe millénaire av. J.-C. Au Proche-Orient, elle serait apparue vers le Xe millénaire av. J.-C. Un autre foyer d'invention, situé en Afrique saharienne, a quant à lui été daté du VIIIe millénaire av. J.-C.. Par ailleurs, des découvertes récentes le long du fleuve Amour, dans l'est de la Russie, ont révélé des traces de céramique. Ces dernières ont été datées de 13 000 av. J.-C., mais leur conception laisse à penser que les traditions céramiques seraient encore plus anciennes.
En Amérique du Sud, la céramique apparait vers 3 500 av. J.-C. en Colombie et en Équateur. En Mésoamérique, l'apparition des premières poteries est plus tardive : vers 1500 av. J.-C., au cours de la phase Purrón dans la région de Tehuacán.

#### L'utilisation du tour de potier
Entre 3 500 et 3 450 av. J.-C., la poterie subit une véritable révolution avec l'introduction du tour de potier, au Proche-Orient grâce à une nouvelle population venue du croissant fertile, et en Chine entre 3000 et 2000 av. J.-C. grâce à la culture de Longshan,. Entre 2900 et 2300 av. J.-C., durant l'âge du bronze, on trouve des traces de décoration à base d'engobe.

### Moyen Âge
Au Moyen Âge, les poteries sont des objets domestiques omniprésents : à la cuisine (jarre, cruche, oule, coquemar), à la table à manger (pichet, écuelle, jatte, plats, réchauffoir) où leur étanchéité est assurée par la glaçure, chez l'apothicaire (albarello, pots à onguents), couvre-feu, lampes de terre cuite, gourdes et tonnelets, instruments de musique, jouets et jeux, etc. Ce matériau est privilégié pour l'abondance de la matière première, son faible coût et sa facilité de fabrication permettant de réaliser des objets en série. Dans le domaine de la conservation des liquides et aliments, elle est concurrencée en Europe à partir du XIVe siècle par le grès plus imperméable.
Savary (réédité 1765) décrit la poterie chez les Hottentots du cap de Bonne Espérance :

« Ils sont tous potiers, chaque famille faisant ses propres vaisseaux. Ils se servent pour cela de terreau de fourmillière, qu'ils nettoient avec soin, & qu'ils pétrissent ensuite avec des œufs de fourmi, qui font un ciment admirable, & qui donnent à la matière un noir de jais qui ne se perd jamais »

— Savary des Bruslons, 1765

## Techniques de façonnage
La fabrication d'une poterie commence par le mélange des terres (argile, marne, silice). Les matériaux sont malaxés, soit manuellement (foulage), soit mécaniquement. La pâte obtenue est conservée au repos (pourrissage) durant une période qui varie de quelques semaines à quelques mois.
Il existe 6 techniques différentes pour donner au matériau la forme définitive désirée :

### Modelage
Technique la plus primitive[réf. nécessaire], le modelage est la mise en forme d'une boule de terre par la pression des doigts.

### Estampage et calibrage
De petites portions de terre sont appliquées sur ou à l'intérieur d'un objet existant (calebasse, ancien pot cassé…) et la terre est ensuite lissée.
La version industrielle de ce procédé se nomme calibrage. La pâte malléable est placée dans un moule en rotation puis pressée contre les parois grâce à l'action d'un calibre introduit mécaniquement.

### Montage au colombin
Le colombin est un cylindre de terre long et étroit roulé sur une table sous la paume des mains. Les colombins sont assemblés pour élaborer une pièce.
Cette technique, relativement rapide, permet d'obtenir de très grandes pièces, de formes totalement libres. Cette technique est couramment utilisée par les peuplades primitives et les artistes céramistes.
Les pièces réalisées par cette technique sont cependant lourdes. Elles peuvent être affinées en utilisant une planchette et un galet pour comprimer la terre et modeler la forme de la pièce. Le galet est positionné à l'intérieur de la pièce, au contact de la terre, et la planchette permet de marteler la paroi.

### Montage à la plaque
Des plaques de terre sont réalisées à l'aide d'un rouleau puis assemblées à la barbotine.
Cette technique est rapide, mais ne permet de faire que des pièces géométriques. On peut cependant obtenir des formes cylindriques en roulant la plaque et en assemblant les deux extrémités opposées.

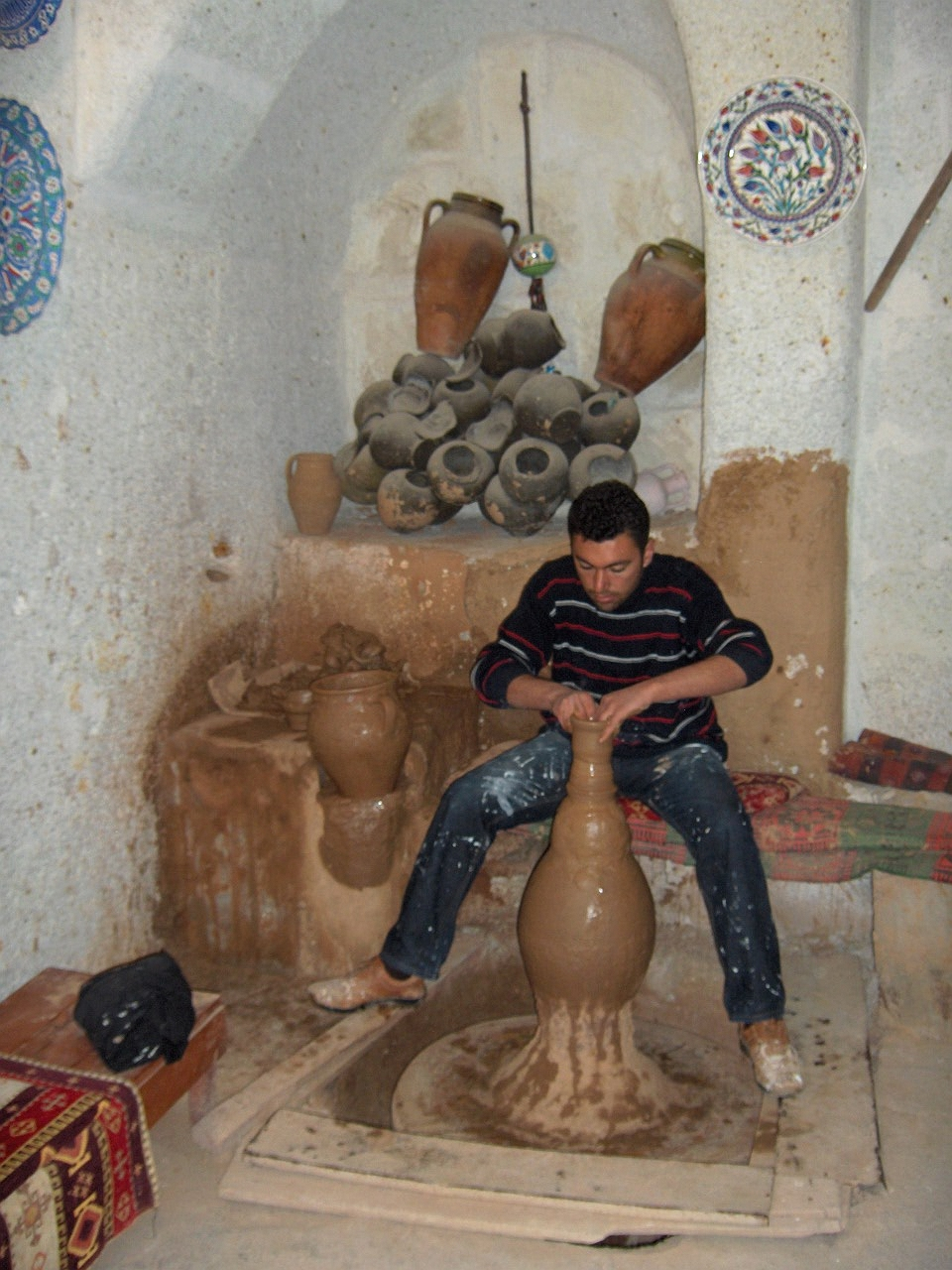
Tournage artisanal en Turquie, Gülşehir, Cappadocce: le tour est entraîné par les pieds du potier.

### Tournage
La technique la plus perfectionnée est celle du tournage. Cette technique nécessite un apprentissage prolongé. Elle a fait son apparition aux alentours de 4000 ans av. J.-C., révolutionnant la poterie en permettant d'obtenir rapidement des formes plus régulières et des pièces plus légères.
Le tour comporte un plateau rotatif appelé girelle. Après avoir disposé une motte d'argile au centre du plateau, le potier centre sa terre puis la façonne pendant sa rotation.
Lorsque la pièce tournée a pris la consistance « cuir », le tourneur rectifie les imperfections et creuse le pied de la poterie ; il s'agit du tournassage. Cette opération est suivie, le cas échéant par l'« ansage » (pose des anses) et la gravure de la pièce selon le modèle choisi.
Le tournage ne permet d'obtenir que des pièces de révolution, qui peuvent cependant être déformées avant séchage complet.

### Moulage ou coulage

Vase-étrier obtenu par moulage représentant un chaman aveugle méditant. Il porte dans le dos son sac à herbes. Période Mochica III-IV. Pérou, vers 400 apr. J.-C.

Dans le procédé de moulage, la terre n'est plus sous forme pâteuse, mais sous forme liquide par adjonction d'eau et de défloculant. Ce mélange de poudre fine d'argile et d'eau se nomme barbotine.
Un moule en plâtre ou en terre cuite est utilisé pour définir l'extérieur de la forme, le plâtre a pour caractéristique d'absorber l'eau.
La barbotine est introduite dans le moule. Après quelques minutes de prise, l'excédent de barbotine est vidé.
L'eau de la barbotine se transfère dans le plâtre, et la densité de la barbotine augmente à proximité des parois. La pièce est démoulée après séchage, opération facilitée par le retrait produit par l'évaporation de l'eau. Les pièces complexes comportent des moules séparables en plusieurs parties.
On peut également utiliser des plaques pour remplir les moules, il suffit alors de coller plusieurs plaques à l'intérieur du moule puis de démouler après avoir attendu que les plaques se solidifient légèrement. Cette technique, plus rapide, évite l'attente de la solidification de la barbotine.

## Techniques de cuisson
Pour la cuisson, les différentes pièces obtenues sont disposées dans un four à une température de 850 à 1 000 °C pendant environ 8 heures. Dans le cas de poteries destinées à recevoir un décor comme la faïence, on obtient alors le « biscuit ».
Les températures de cuisson vont de 850 °C à 1 150 °C selon la nature de la terre utilisée. La température dépend de la proportion d'oxydes métalliques, de sels alcalins ou acides, contenus dans la terre. Une terre fortement chargée cuit à température plus basse.
Les pièces peuvent être décorées au pinceau à l'aide d'oxydes métalliques, broyés et dilués, de différentes couleurs. Le biscuit ainsi décoré est trempé dans des bains d'émail. Une fois décorée et émaillée, la pièce subit une nouvelle cuisson à 960 °C durant 5 heures pour la faïence.

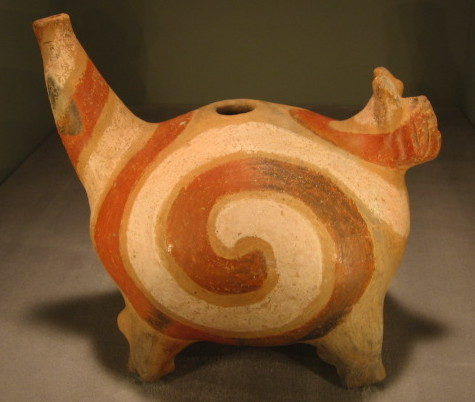
Décor d'engobes colorés sur une poterie en forme de panthère d'eau.
Céramique Underwater Panther, culture Mississipienne, Arkansas, États-Unis 1400-1600

La poterie reste poreuse après cuisson, c'est-à-dire qu'elle peut absorber de l'eau et est sensible au gel. Cela la distingue du grès qui, comme la porcelaine, est totalement vitrifié. Cette porosité offre deux avantages : la conservation des liquides frais par évaporation superficielle et la résistance au feu direct permettant de l'utiliser comme ustensile de cuisson. Ces deux caractéristiques expliquent son intérêt pour les sociétés primitives.

## Techniques de finition et de décoration
Bien que de nombreuses poteries soient restées naturelles, il est fréquent de les trouver décorées de motifs géométriques. Dans le cas de représentations zoomorphes ou anthropomorphes, ces motifs sont stylisés et s'adaptent à la surface complexe du support.
Les motifs sont produits par l'ajout, partiel ou total, d'un engobe ou d'un émail pour les poteries vernissées. Le motif peut être exécuté par un procédé mécanique, scarification ou gravure de la surface ou bien par une réaction chimique après masquage de certaines parties.
Le décor peut être également réalisé après cuisson à l'aide de peintures industrielles. Ces pièces peintes, peu résistantes, sont réservées aux usages décoratifs ou cultuels. On les retrouve aussi bien dans les statuettes d'Amérique du Sud destinées à la fête des morts que dans les représentations des autels familiaux indiens.